# ユインタ山地
ユインタ山地（ユインタさんち、Uinta Mountains）とはアメリカ、ユタ州の北東にある山地。
ロッキー山脈の支脈で東西に約160km、ソルトレイクシティの東まで伸びている。
標高は3,700mから4,100 m程度で、最高峰はキングス山（4114 m）である。キングス山はユタ州の最高峰でもある。
南部と東部はコロラド川水系の流域で、東側にはコロラド川の支流のグリーン川が弧を描いて流れている。
また、グレートソルト湖へ注ぐベアー川が北側から流れ出している。